# حکایت مسافر گمنام
حکایت مسافر گمنام یک مجموعهٔ نمایشی تلویزیونی (تله‌تئاتر) به کارگردانی «داود میرباقری» است که در سال ۱۳۶۴ تولید و از شبکه ۱ سیمای جمهوری اسلامی ایران پخش گردید.

## خلاصه داستان
یک تاجر موفق به نام «مصیب» (با بازی رضا بابک) پسرش را در جریان وقایع انقلاب ۱۳۵۷، گم کرده است و از سرنوشت او بی خبر است. او با مرور خاطرات گذشته، سعی دارد به دلایل اختلاف‌عقیدهٔ خود و پسرش پی ببرد. همسر و دخترش نیز او را بابت این موضوع مقصر می‌دانند. «مصیب» برای یافتن فرزندش، شروع به جستجو در جنوب شهر و مناطق محروم می‌کند و اینجاست که حقایق تلخ جامعه را در می‌یابد و با اعتقادات پسرش بیشتر آشنا می‌شود و...

## بازیگران
- رضا بابک در نقش «مصیب»
- بهرام شاه‌محمدلو
- سیاوش طهمورث
- هوشنگ توکلی
- راضیه برومند
- مرضیه برومند
- محمود بصیری
- مهدی علی‌احمدی
- فرنوش آل‌احمد
- احمد نیک‌نژاد
- محمود کریم‌پور
- سعید خاکسار